# Péhunco
Péhunco (of Ouassa-Péhunco, ook geschreven als Péhunko, Péhonco en Péhonko) is een van de 77 gemeenten (communes) in Benin. Péhunco telt 78.217 inwoners (2013). De gemeente ligt in het departement Atacora en heeft een oppervlakte van ongeveer 1.900 km². De gemeente is onderverdeeld in drie arrondissementen:
- Péhunco
- Gnémasson
- Tobré

Sinds 2014 vormt Péhunco samen met Kouandé en Kérou een gemeentelijk samenwerkingsverband (2KP).
De Mékrou vormt in het noorden en het westen de grens van de gemeente. De bovenloop van de Alibori stroomt door het oosten van de gemeente. Daarnaast zijn er tal van kleinere rivieren, die veelal buiten het regenseizoen (van mei tot oktober) droogvallen.
In 2022 werd begonnen met het asfalteren van de weg Djougou-Péhunco-Kérou-Banikoara.

## Bevolking
In 2002 telde de gemeente 55.082 inwoners. In 2013 waren dit 78.217 inwoners.
De grootste bevolkingsgroep vormen de Bariba (Baatombu) (65% in 2013).  Zij doen vooral aan landbouw. De tweede bevolkingsgroep vormen de Fulbe (33% in 2013), die vooral aan veeteelt doen. Daarnaast zijn er kleinere groepen Adja, Fon, Dendi, Yom, Lokpa, Otamari en Yoruba.
In 2013 was 46% van de bevolking moslim. Daarnaast waren er aanhangers van inheemse godsdiensten (34%) en kleine groepen christenen, vooral katholieken.
Opm: Bevolkingscijfers in duizendtallen
Bron: Pehonko, Commune in Benin; 1979-2013: volkstellingen
Bron: Institut National de la Statistique Benin; 2013: volkstelling

## Geboren
- Razaki Amouda-Issifou, politicus en rechter

## Afbeeldingen

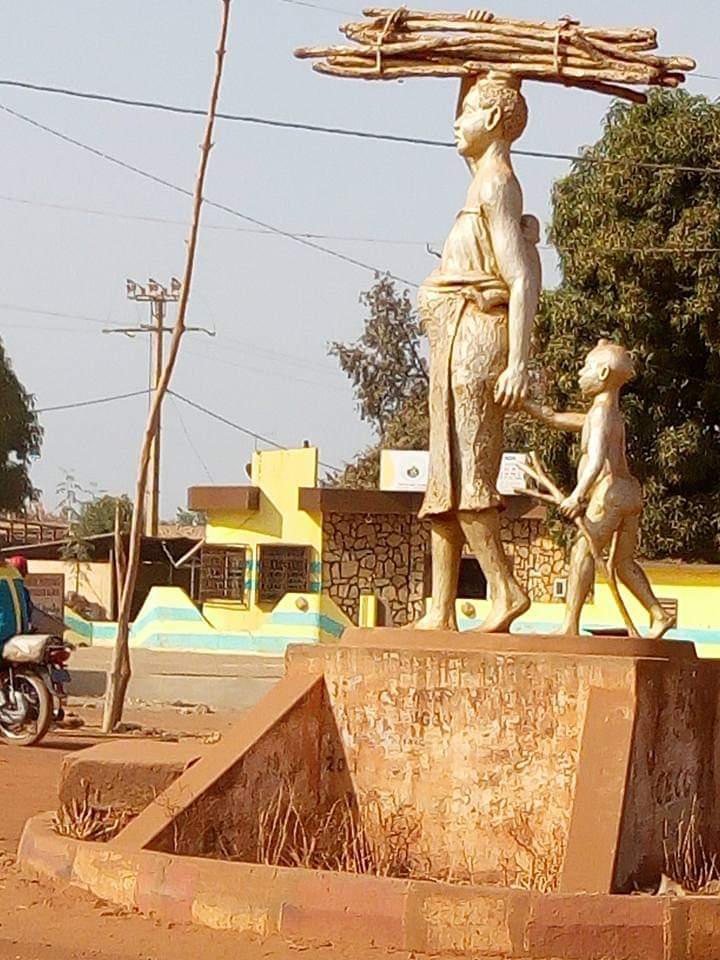
Standbeeld
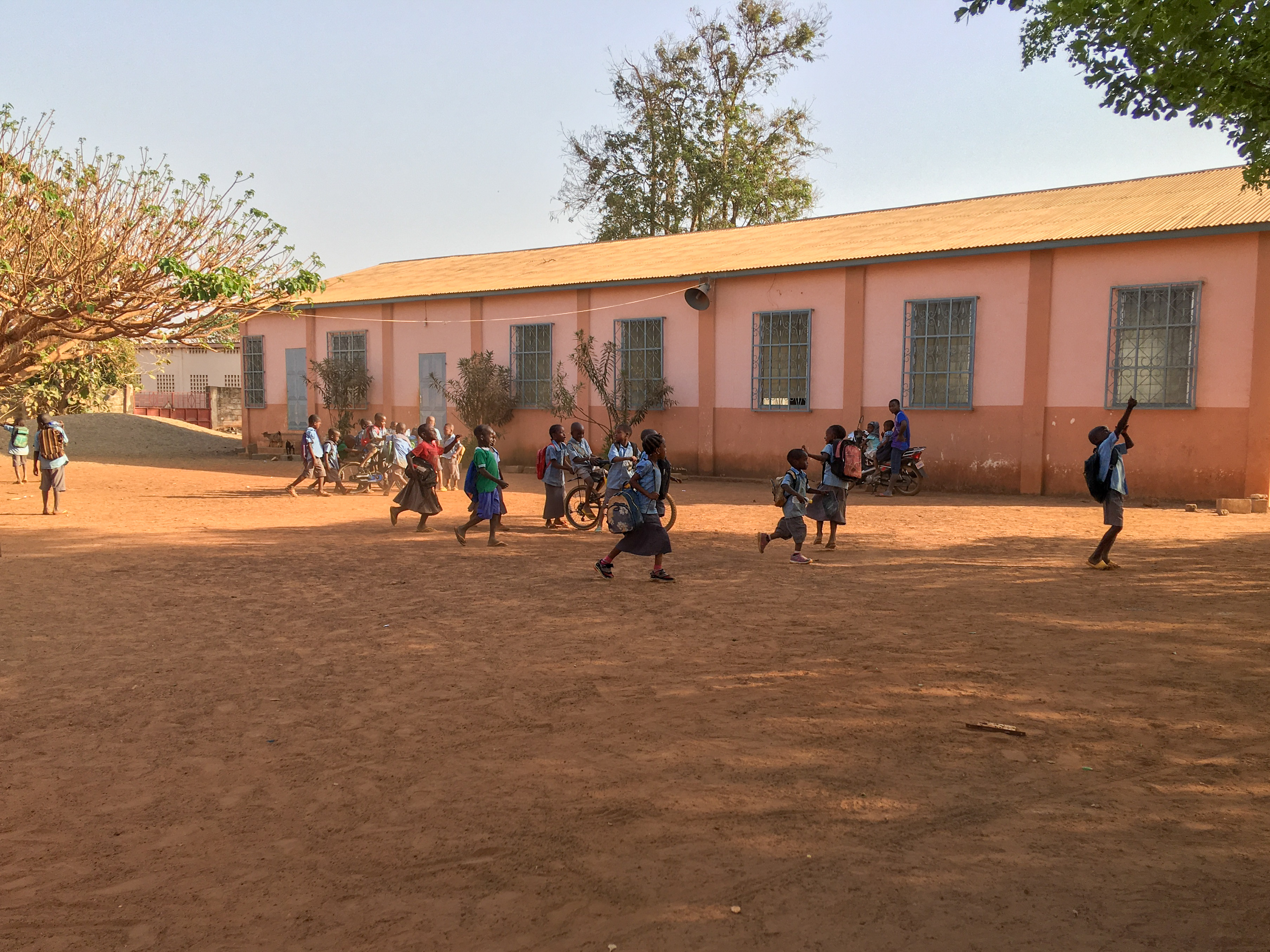
Schoolgebouw
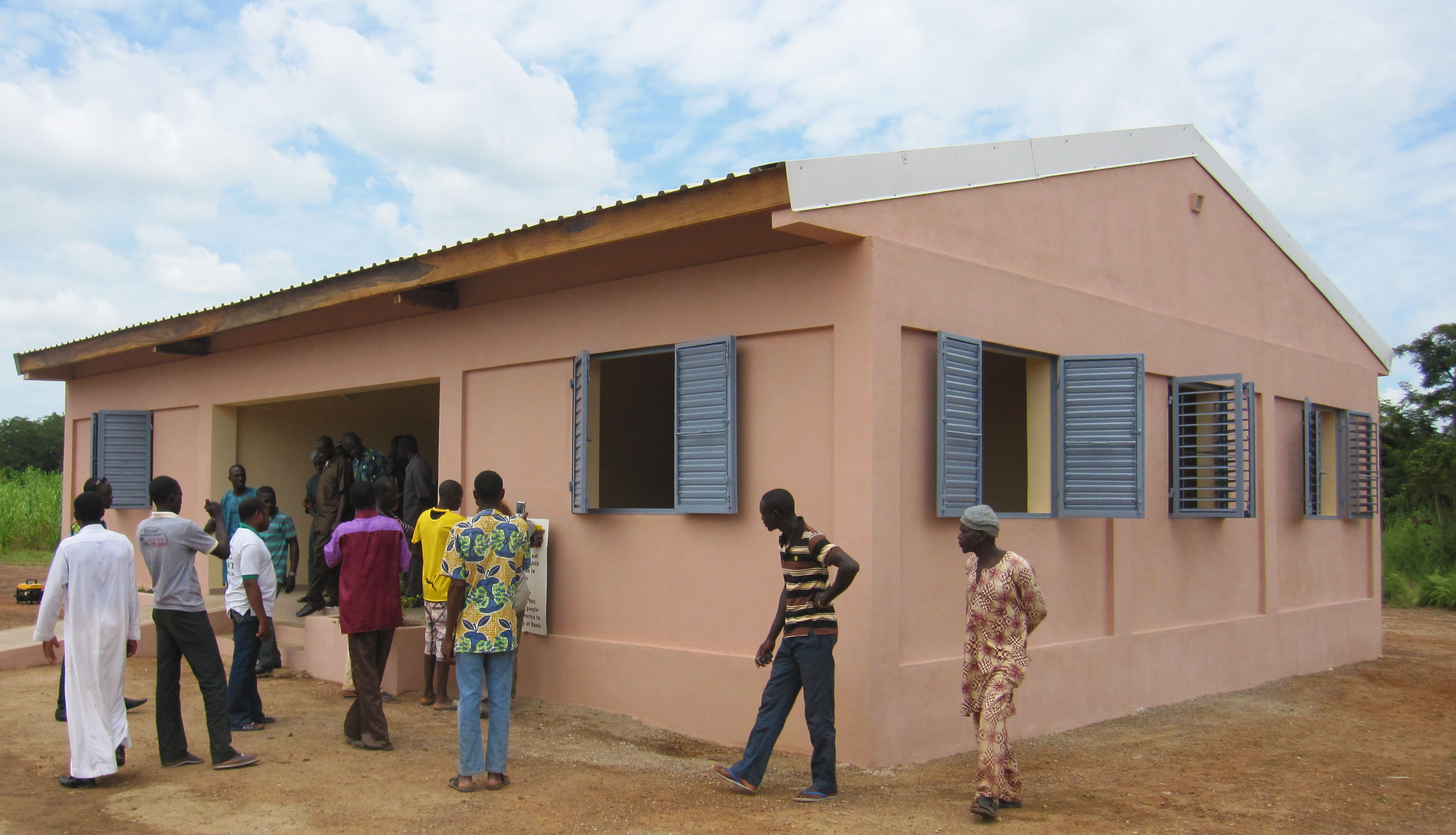
Dispensarium
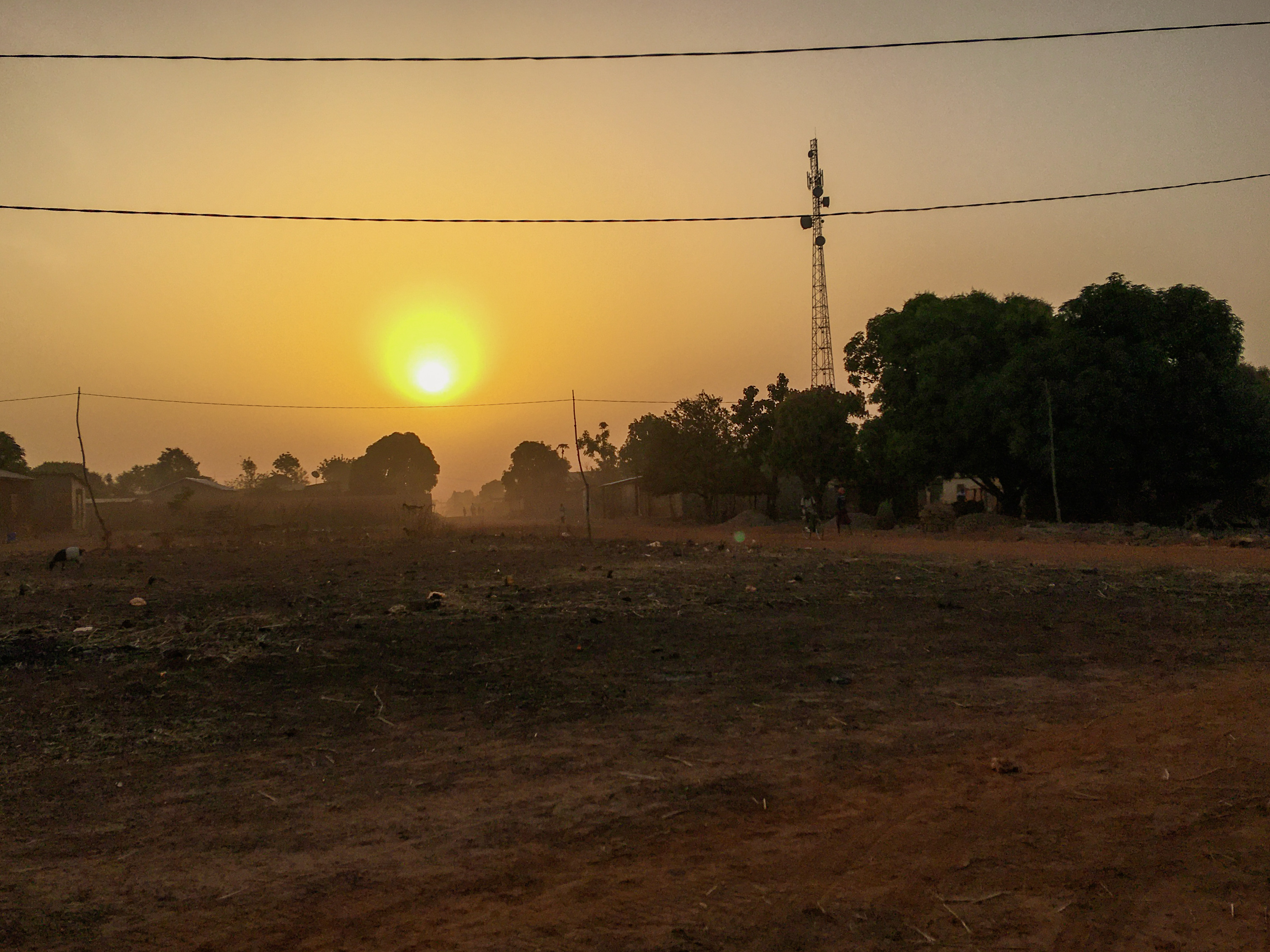
Akker